# لئو مک‌کرن
لئو مک‌کرن (انگلیسی: Leo McKern; زاده ۱۶ مارس ۱۹۲۰ – درگذشته ۲۳ ژوئیهٔ ۲۰۰۲) هنرپیشه اهل استرالیا بود. وی بین سال‌های ۱۹۴۴ تا ۱۹۹۹ میلادی فعالیت می‌کرد.
از فیلم‌ها یا برنامه‌های تلویزیونی که وی در آن نقش داشته‌است می‌توان به مرداب آبی، مردی برای تمام فصول، طالع نحس، دختر رایان، بانو شاهین، مولوکای، شمعدان و رایلی، تک‌خال جاسوس‌ها اشاره کرد.